# 괴산 미륵산성
괴산 미륵산성(槐山 彌勒山城)은 충청북도 괴산군 청천면에 있는, 화양동 남쪽에 있는 낙영산과 성암부락 동쪽에 있는 도명산 중턱을 둘러싼 성터로 ‘도명산성’이라고도 한다. 1997년 12월 16일 대한민국의 사적 제401호로 지정되었다.

## 개요
화양동 남쪽에 있는 낙영산과 성암부락 동쪽에 있는 도명산 중턱을 둘러싼 성터로 ‘도명산성’이라고도 한다.
지금은 무너져 본래의 모습을 확인하기 어렵지만, 현재 남아있는 벽은 길이 700m에 높이가 약 2m이다. 성 안에서 신라 토기조각과 고려 전기의 기와조각이 발견되었다. 또 건물터를 중심으로 도기조각, 자기조각, 돌로 만든 절구, 숫돌이 발견되었는데, 유물들의 성격으로 보아 고려시대 때 쌓은 성으로 보인다. 이 성은 4가지 공법을 사용하여 쌓은 점이 특징이다. 현재는 중심성과 바깥성의 성벽이 부분적으로 남아 있다.
성안의 정상부근 바위에 도명산 마애불이 음각되어 있고 문터, 건물터 8곳, 성 안팎으로 물을 통과시키는 장치인 수문터, 우물터 4곳이 남아 있어 매우 중요한 유적이다.

## 현지 안내문
이 성은 낙영산과 도명산의 정상을 남북으로 하여 능선을 따라 성벽을 쌓고 두 산의 정상부분에는 자연암벽을 이용하였다. 전체 둘레는 5.1km에 이르며, 석축 부분만도 3.7km가 넘는 대규모 성으로 구려시대 방어용 산성의 전형을 보여주는 성이다.
성벽은 자연석을 깨서 쐐기돌을 많이 사용하여 쌓고, 성벽 안쪽으로는 2~3단의 계단모양으로 쌓아 고려 후기에서 조선시대로 이어지는 축조기술의 변모를 잘 보여주고 있다. 성 안에는 여러 개의 건물터가 있고, 화양계곡과 사담계곡, 도명골 계곡 쪽으로 문을 내었다.
이 성은 성이 있는 산 이름을 따라 '도명산성'이라고도 불리며, 전설에 의하면 홀어머니를 서로 모시려던 남매가 아들은 나막신을 신고 서울을 다녀오고 누이는 성을 쌓아, 먼저 끝내는 사람이 어머니를 모시는 내기를 하였다하여 '남매성'이라고도 한다.

## 같이 보기
- 괴산 도명산 마애불상군 (충청북도 유형문화재 제140호)

## 참고 자료
- 괴산 미륵산성 - 국가유산청 국가유산포털